# Гончаров, Василий Дмитриевич
Васи́лий Дми́триевич Гончаро́в (15 января 1951, Архангельское, Курская область — 21 марта 2018, Москва) — российский политик, глава Сергиево-Посадского района (1994—2003), глава города Сергиев Посад (октябрь 2012 — март 2014); доктор юридических наук, профессор, заведующий кафедрой Московского индустриального университета.

## Биография
Родился в селе Архангельское Курской области (ныне — в составе Новотаволжанского сельского поселения, Шебекинский район, Белгородская область). Окончил среднюю школу в городе Старый Оскол. Военную службу прошёл в зенитно-ракетных войсках ПВО. Дивизион, в котором служил Гончаров, охранял Куйбышевскую ГЭС им. Ленина и Волжский автомобильный завод.
В 1972 году начал трудовой путь на Краснозаводском химическом заводе токарем. Среди прочего, занимался переселением жителей из зоны затопления Загорской ГАЭС. Позже по рекомендации комсомола возглавил исполком Краснозаводского Совета депутатов.
В 1980 году окончил Всесоюзный юридический заочный институт, в 1990 году — аспирантуру Академии общественных наук при ЦК КПСС.
В 1990 году стал первым секретарём Загорского ГК КПСС. С 1991 года — ответственный секретарь Комитета по правам человека и международному гуманитарному сотрудничеству. С 1993 года — управляющий Сергиево-Посадским филиалом Республиканского социально-коммерческого банка.
В 1994 г. назначен главой администрации Сергиево-Посадского муниципального района. В период 1996—2003 гг. дважды подряд избран главой Сергиево-Посадского муниципального района. На посту главы района построил Московский путепровод, реконструировал вокзальную площадь, построил железнодорожный и автовокзал.
С 2004 по 2007 гг. — начальник инспекции по контролю за расходами средств федерального бюджета в ВПК, руководитель департамента Счётной палаты РФ. В 2008 г. признан виновным в совершении преступления, предусмотренного статьями УК РФ 286 (часть 2), 33 (часть 5) и 165 (часть 2).
В 2009 г. — советник генерального директора ОАО «Управляющая компания ГидроОГК». В 2010 г. — заместитель генерального директора филиала ОАО «ФСК ЕЭС» — Магистральных электрических сетей Центра.
В июне 2012 г. утверждён городским Советом депутатов в должности исполняющего полномочия главы администрации города Сергиев Посад, в ноябре 2012 г. избран Главой города. В марте 2014 г. вышел в отставку в связи с переходом на другую работу. В том же месяце назначен заместителем главы Сергиево-Посадского района по вопросам взаимодействия с федеральными и региональными органами государственной власти.
Заведовал кафедрой «Гражданско-правовых дисциплин и правоохранительных органов» в Сергиево-Посадском филиале Московского индустриального университета. Действительный государственный советник Российской Федерации III класса.

## Награды
- орден Дружбы (1997)
- орден Почёта (2001)
- ордена Русской Православной церкви.